# Leptotyphlops unguirostris
Leptotyphlops unguirostris este o specie de șerpi din genul Leptotyphlops, familia Leptotyphlopidae, descrisă de George Albert Boulenger în anul 1902. Conform Catalogue of Life specia Leptotyphlops unguirostris nu are subspecii cunoscute.